# Plaza del Uno de octubre de 2017 (Gerona)
La plaza del Uno de Octubre de 2017, antigua plaza de la Constitución, es un espacio público del municipio español de Gerona, en Cataluña. Situada en el centro de la ciudad, se trata de una de sus plazas más grandes, y limita con la Gran Vía de Jaume I, la calle de la Acequia, la calle de Francesc Eiximenis y la plaza de Santa Susana.
El nombre actual de la plaza fue aprobado por mayoría absoluta durante el pleno municipal del lunes, día 12 de febrero del 2018, con los votos a favor de los grupos municipales CiU (10 regidores), ERC (4 regidores) y la CUP (4 regidores), y con los votos en contra del PSC (4 regidores), Cs (2 regidores) y el PP (1 regidor). Hasta entonces, el espacio se conocía con el nombre de plaza de la Constitución.

## Historia
La antigua plaza de la Constitución (actual plaza del Uno de Octubre del 2017) se diseñó en el espacio que ocupaban unas naves industriales y conmemoraba la promulgación, el día 6 de diciembre del 1978, de la primera constitución democrática del Estado español después del Franquismo. El proyecto de reordenación de este espacio se encargó al equipo formado por Elies Torres, José A. Martínez Lapeña, Juli Esteban, Antoni Font y Jon Montero, con la colaboración del arquitecto Carles Lloret y de los aparejadores S. Passarin y Ll. Sànchez. El nombre del espacio se aprobó el 4 de diciembre del 1981 por el pleno municipal de aquel momento.
El origen más antiguo de la plaza va ligado a la acequia Monar de Gerona, que atravesaba y que, de hecho, sigue atravesando el terreno –ahora subterráneamente- para desembocar en Onyar. La fuerza del agua fue la que propició la construcción de fábricas próximas hasta principios de los años 70. Con la marcha de industrias como Grober, y la calificación del terreno como zona verde por el Plan General de 1971, el espacio tuvo que quedar libre. Era el primer paso para la construcción de una plaza, prevista en el Plan Parcial Mercadal del 1974.
Desde entonces, la zona sufrió varias modificaciones hasta llegar al aspecto actual de la plaza, como por ejemplo expropiaciones de edificios, adquisición de propiedades o derribo de inmuebles. 
Desde el 12 de febrero del 2018 el espacio tomó oficialmente el nombre de plaza del Uno de Octubre de 2017 como símbolo de rechazo a la represión policial que se vivió en Gerona el día del referéndum del 1 de octubre y para hacer homenaje al espacio donde, durante los meses previos y posteriores al referéndum tuvieron lugar concentraciones a favor de la democracia, la República y la libertad de los presos.

### Diseño y elementos decorativos
En un artículo publicado a Cuadernos de Arquitectura (número 190, julio-septiembre de 2001) se habla de esta plaza como de una maceta a la ciudad, como un tipo de recreación de una arboleda separada de las calles por los curiosos volúmenes de hormigón poliédricos. Además de estas piezas de hormigón, en la plaza de la Constitución se incluyeron unos cabos de carpas de Onyar, que sirven como vierteaguas de lluvia; una fuente de letras que regalima en los cuatro ríos de la ciudad; unos divertidos bancos que toman diferentes formas y diferentes monedas, justo ante la que fue suyo del Banco de España (obra de los arquitectos Lluís Clotet e Ignasi Paricio, galardonado con el premio FAD 1990).
Según se explica en el catálogo de la exposición De la peseta al euro. Historia de la peseta: 1868-2001 (Fundación Caja de Girona, 2001) podemos saber la historia de una de estas monedas: el duro de Gerona del 1808 (la palabra duro inscrita como valor encima de una moneda tan solo aparece en dos emisiones de necesidad a la guerra de la Independencia, esta de Gerona y otra de Tortosa) se acuñó durante la Guerra de la Independencia mientras la ciudad estaba libre de la ocupación francesa. La falta de numerario llevó la Junta Local de Gobierno de Gerona a fabricar moneda a partir de la plata recogida en casas particulares e iglesias. Era el 18 de diciembre de 1808. Julián de Bolívar, gobernador interino de la ciudad, ordenó el 20 de enero de 1809 que los duros acuñados aquellos días fueran tenidos por bonos y verdaderos.
También hay que destacar la escultura de la única niña nacida en Gerona el 6 de diciembre de 1978, obra de Francisco López Hernández, y la columna dedicada a una constitución anterior, la promulgada el 1869, que se encuentra muy cerca de la plaza de la Constitución, a la plaza del Hospital.